# Samsung Galaxy Z Flip 3
Il Samsung Galaxy Z Flip 3 (stilizzato come Samsung Galaxy Z Flip3) è uno smartphone pieghevole basato su Android che fa parte della serie Samsung Galaxy Z e presentato da Samsung Electronics l'11 agosto 2021 all'evento Samsung Unpacked. È il successore del Samsung Galaxy Z Flip.